# Forêt de la Petite Plaine
Pour les articles homonymes, voir Petite Plaine.
La forêt de la Petite Plaine est une forêt française de l'île de La Réunion, département et région d'outre-mer dans le Sud-Ouest de l'océan Indien. Cette forêt de cryptomérias est située à la Petite Plaine, sur le territoire de la commune de La Plaine-des-Palmistes. Desservie par la route forestière de Bébour-Bélouve, elle constitue un lieu de pratique du pique-nique créole.